# Lucille-Mareen Mayr

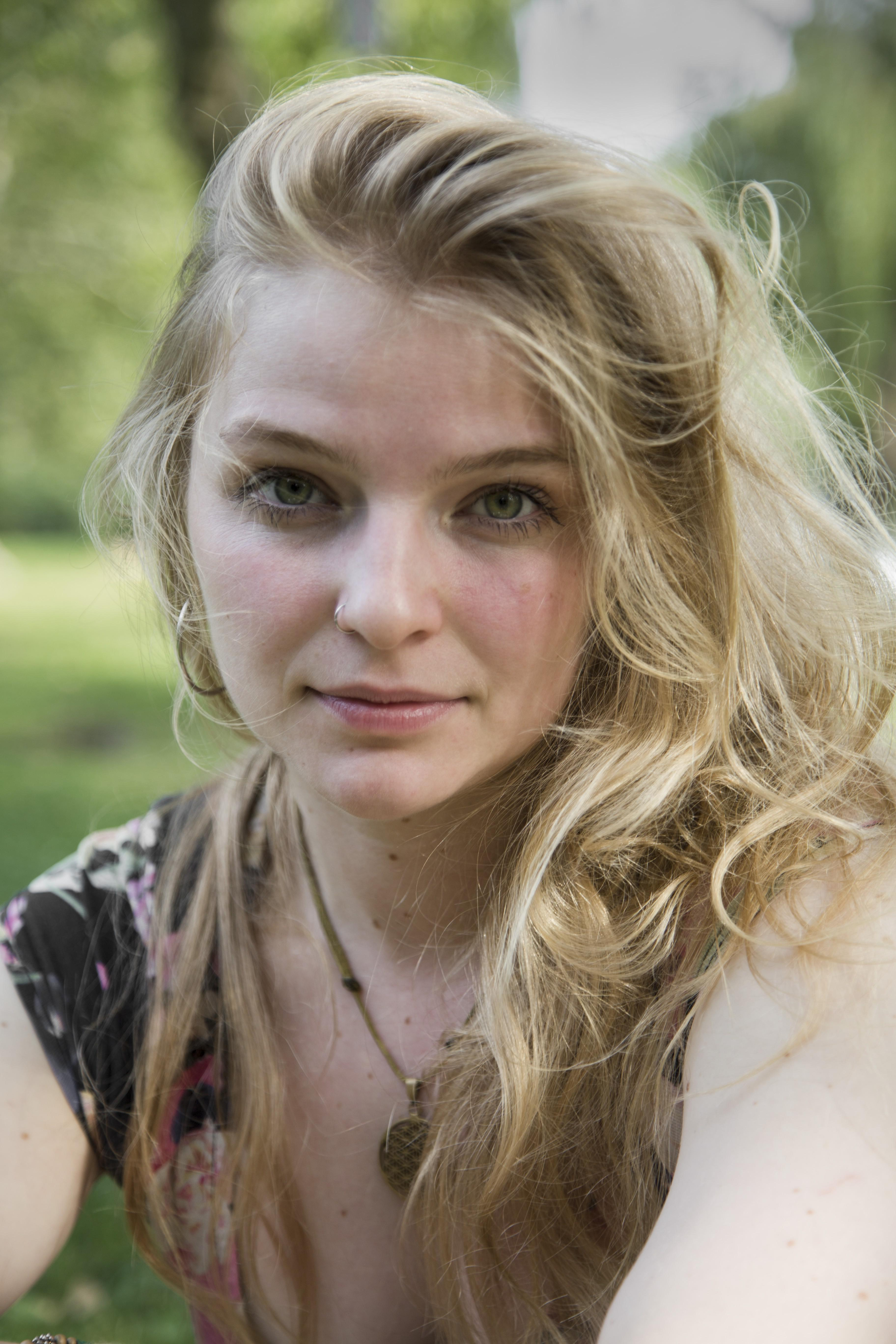
Lucille-Mareen Mayr (2017)

Lucille-Mareen Mayr (* 14. September 1993 in Berlin) ist eine deutsche Schauspielerin, Sängerin, Musical-Darstellerin und Synchronsprecherin.

## Biografie
Mayr besuchte eine Waldorfschule. Als eine von zwei Töchtern wuchs sie in einer künstlerisch kreativen Familie auf, wodurch sie schon früh bei den Ballettabenden ihrer Mutter auf die Bühne durfte und später ihrem Vater bei dessen Musikprojekten als Sängerin zur Seite stand.

Mit elf Jahren wurde sie in den Kinderchor der Komischen Oper Berlin aufgenommen und sammelte u. a. als Lucignolo in Pinocchio erste Erfahrungen als Solodarstellerin. Es folgten einige Solorollen in Produktionen des jungen Ensembles des Friedrichstadt-Palastes (Träume brauchen Anlauf – 2010, Ganz schön anders – 2013).
Als sie 2012 bei Jugend musiziert den 1. Preis in der Kategorie Musical bekam, entschied sie sich dazu, diesen Weg weiterzuverfolgen. Parallel dazu machte sie 2012 ihre ersten Dreherfahrungen, als sie die Hauptrolle in der Dokusendung ich! bin Sprayer bei dem TV-Sender KiKA übernahm.

### Karriere
Von 2015 bis 2019 studierte Mayr an der Universität der Künste Berlin Schauspiel, Gesang und Tanz (Musical/Show) und spielte im Rahmen ihres Studiums die Julia in Lieber Tot (Uni.T, Regie: Mathias Noack), und die „Frieda“ in Welcome to Hell in der Neuköllner Oper (Regie: Peter Lund).
2018 stand sie parallel zu ihrem Studium als „Michelle Könner“ in der Uraufführung Zzaun! – Ein Nachbarschaftsmusical (Regie: Andreas Gergen) in der Staatsoperette Dresden auf der Bühne und im selben Jahr erhielt sie das Angebot für ihre erste Hauptrolle als „Jacqueline Struutz“ in der Bühnen-Uraufführung von Go Trabi Go (Regie: Katja Wolff) an der Comödie Dresden.
Im September 2019 wirkte sie in Shanghai als Ensemblemitglied in der Uraufführung Levay and Friends – Gala von und mit Sylvester Levay (Regie: Andreas Gergen) mit. Im Dezember 2019 wurde sie Preisträgerin im Bundeswettbewerb Gesang – Kategorie Musical/Chanson im Friedrichstadt-Palast.
Von Januar bis Juli 2020 war sie im Theater für Niedersachsen in dem Stück The Producers tätig und August bis Dezember 2020 spielte sie Schweinchen Dicklinde in dem Stück GRIMM, im SH Landestheater in Flensburg (Regie: Peter Lund). Im Sommer 2021 war sie als Lotte in dem Stück Verliebt in Lotte im Toppler Theater in Rothenburg ob der Tauber tätig (Regie: Thomas Helmut Heep) und im Sommer 2022, ebenfalls in Rothenburg ob der Tauber in dem 5-Personen-Off-Broadway-Musical Nonnsens zu sehen und im Winter 2022 im Wintergarten Berlin in Peterchens Mondfahrt als Maik-Eva Sumsemän.
Es folgten 2023 Engagements an der Neuköllner Oper in dem Stück Radioland, bei den Gandersheimer Domfestspielen in den Stücken Robin Hood, als die weibliche Sheriffin, und in Der Graf von Monte Christo und im Winter im Grenzlandtheater Aachen bei Addams Family als die Wednesday Addams.
2024 bis Februar 2025 war Lucille Teil der Cast in der Uraufführung von dem Musical Kudamm59 am Theater des Westens Berlin. Es folgt ein Wiedersehen mit der Comödie Dresden, wo Lucille im Sommer 2025 bei der Uraufführung Der Wanderer über dem Nebelmeer mitwirkt.
Lucille arbeitet parallel als Synchronsprecherin und produziert ihre eigene Musik unter dem Namen Lucille Mareen.

## Engagements
- 2006: Pinocchio (Lucignolo) – Komische Oper Berlin
- 2008: Robin Hood (Kinderchor) – Komische Oper Berlin
- 2010: Träume brauchen Anlauf (Yvonne) – Friedrichstadt-Palast
- 2012: Ganz schön anders (Marzipania) – Friedrichstadt-Palast
- 2017: Lieber Tot[5] (Julia) – Universität der Künste Berlin
- 2018: Welcome to Hell (Frieda) – Neuköllner Oper Berlin
- 2018: Zzaun! – Ein Nachbarschaftsmusical (Michelle Könner) – Staatsoperette Dresden
- 2018: Go Trabi Go (Jacqueline Struutz) – Comödie Dresden
- 2019: Levay & Friends (Gala von und mit Silvester Levay) – Shanghai Culture Square[6]
- 2020: The Producers (Showgirl) – Theater für Niedersachsen, Hildesheim
- 2020: GRIMM (Schweinchen Dicklinde) – SH Landestheater, Flensburg
- 2021: Verliebt in Lotte (Lotte) – Toppler Theater, Rothenburg ob der Tauber
- 2022: Non(n)sens (Schwester Amnesia) – Toppler Theater, Rothenburg ob der Tauber
- 2022: Peterchens Mondfahrt (Maik-Eva Sumsemän) – Wintergarten, Berlin
- 2023: Radioland (Penny Bates) – Neuköllner Oper, Berlin
- 2023: Robin Hood (Sheriffin von Nottingham) – Gandersheimer Domfestspiele, Bad Gandersheim
- 2023: Der Graf von Monte Christo (Renee, Mdm Danglars, Haydee) – Gandersheimer Domfestspiele, Bad Gandersheim
- 2023: Addams Family (Wednesday Addams) – Grenzlandtheater Aachen
- 2024: Kudamm59 (Swing, Cover Eva Fassbender, Cover Helga von Boost) – Theater des Westens, Berlin
- 2025: Der Wanderer über dem Nebelmeer (Sabine, Dance Captain) – Comödie Dresden

## Synchronisierung
- 2013: To the Wonder
- 2019: Paranza – Der Clan der Kinder als Letitzia
- 2019: Once Upon a Time in Hollywood als Snake
- 2019: Weathering with you als Natsumi
- 2020: The woods – das Grab im Wald als Monika Sowik
- 2021: Cyrano (Trailer) – Haley Bennett als Roxanne[7]
- 2022: In Therapie[8] (Arte, Season 2) als Clemence Coullon
- 2022: LE MONDE DE DUMAIN (Arte) als junge Nina Hagen

## Auszeichnungen
- 2012: 1. Preis Bundeswettbewerb Jugend musiziert in der Kategorie Musical
- 2019: Preisträgerin des Bundeswettbewerb Gesang 2019 – Kategorie Musical, Preis des Deutschen Bühnenvereins für die Beste Musical-Szene